# Bathyneaera quadrostrata
Bathyneaera quadrostrata is een tweekleppigensoort uit de familie van de Cuspidariidae. De wetenschappelijke naam van de soort is voor het eerst geldig gepubliceerd in 1984 door Poutiers.